# Michaił Owsiannikow
Michaił Aleksandrowicz Owsiannikow (ros. Михаи́л Федо́тович Овся́нников; ur. 21 listopada 1915 w guberni kurskiej, zm. 11 sierpnia 1987 w Moskwie) – radziecki filozof, który za czasów ZSRR uchodził za jednego z czołowych specjalistów w zakresie estetyki i historii filozofii.

## Życiorys
Ukończył studia na Wydziale Filologicznym Moskiewskiego Instytutu Pedagogicznego im. Lenina. W 1961 obronił dysertację doktorską pt. „Filozofia Hegla” (ros. Философия Гегеля). W 1960 utworzył na Uniwersytecie Moskiewskim katedrę estetyki marksistowsko-leninowskiej, którą kierował do końca życia. W latach 1968–1974 był dziekanem Wydziału Filozofii Uniwersytetu Moskiewskiego. Pochowany na Cmentarzu Kuncewskim w Moskwie.

## Publikacje
Przekłady na język polski
- Michał Owsiannikow: Filozofia Hegla (Tyt. oryg.: Filosofiâ Gegelâ). przeł. z ros. Zbigniew Kuderowicz. Warszawa: Książka i Wiedza, 1965. Brak numerów stron w książce 444, [4] s. : err. ; 23 cm.
- Walka idei w estetyce : marksistowsko-leninowska krytyka reakcyjnych teorii (Tyt. oryg.: Bor'ba idej v èstetike : marksistsko-leninskaâ kritika reakcionnyh estetičeskih učenij, 1974). Pod redakcją Michaiła Owsiannikowa. Warszawa: Książka i Wiedza, 1978. Brak numerów stron w książce 479, [1] s. ; 20 cm.